# Pterodroma hasitata
Il petrello capinero (Pterodroma hasitata Kuhl, 1820) è un uccello marino della famiglia dei Procellariidi diffuso da Cuba e Hispaniola fino alla Martinica.

## Descrizione

### Dimensioni
Misura 38-45 cm di lunghezza, per un peso di 329-591 g nel maschio e di 347-545 g nella femmina; l'apertura alare è di 98-105 cm.

### Aspetto
Negli adulti, la fronte, i sopraccigli e la zona delle redini sono bianchi. La sommità della testa, la parte alta della nuca e la grande macchia che contorna l'occhio sono di colore grigio-nerastro e conferiscono a questo uccello un aspetto fortemente incappucciato. La parte posteriore del collo è generalmente bianca e forma una sorta di collare che non è sempre evidente. La mantellina bruno-grigiastra si scurisce progressivamente procedendo verso il groppone. Il bianco della parte bassa del groppone e delle sopra-caudali forma una sorta di «mutande da cavallo» che spiccano sul piumaggio scuro circostante.
Le ali sono di colore marrone scuro uniforme, ad eccezione di una zona più chiara a livello della base anteriore e delle grandi copritrici. Le copritrici sotto-alari sono prevalentemente bianche, ma presentano un ampio bordo posteriore a livello del gomito, che prosegue restringendosi fino alle spalle. La coda è bruno-nerastra con una base bianca quasi interamente nascosta. Le parti inferiori sono bianche, ma si possono distinguere delle macchie grigio-marroni ai lati del collo che formano un collare parziale. L'iride è bruno-nerastra, il becco è nero, le zampe sono per lo più color carne.
I sessi sono identici, ma i maschi hanno la base del becco maggiormente ispessita. Il petrello capinero può essere confuso con numerose altre specie marine del genere Pterodroma che presentano gli stessi motivi sotto le ali e lo stesso cappuccio scuro. Si differenzia tuttavia da queste ultime per le dimensioni generali del corpo, i motivi delle parti superiori e la larghezza delle bande scure sul lato inferiore delle ali. Ricerche recenti hanno permesso di determinare l'esistenza di due forme differenti di petrello capinero: una dalla faccia nera e una dalla faccia bianca. La prima si distingue dalla seconda per la calotta nera più sviluppata e l'assenza del collare bianco.

### Voce
Quando sono nelle colonie, questi petrelli possono far udire tre tipi di richiami differenti:
- un lungo richiamo molto prolungato e rude, simile al gracchiare di un corvo, che può essere trascritto come aaa-aw, eek;

- un ooooooow, anch'esso molto prolungato ma più dolce del primo, che termina con un uk accentuato;

- una serie di guaiti simili a quelli emessi dai cagnolini, che è possibile udire anche in mare aperto, in autunno e in inverno, quando questi animali si contendono il nutrimento.

Il repertorio dei petrelli capineri è abbastanza differente da quello degli altri petrelli. La frequenza delle sillabe e la loro lunghezza possono essere riconosciute abbastanza chiaramente.

## Biologia
I petrelli capineri si disperdono ampiamente nelle acque tropicali e subtropicali dell'Atlantico e dei Caraibi, dal Brasile nord-orientale agli Stati Uniti nord-orientali, passando per Trinidad. Si incontrano più regolarmente al largo della Georgia settentrionale e della Carolina del Sud. A partire da metà estate, ma anche in inverno, questi uccelli seguono la corrente del Golfo verso la Nuova Inghilterra (Maine, Maryland, Massachusetts, New Jersey, New York e Virginia). Arrivano addirittura fino al Canada e alla Nuova Scozia. Occasionalmente, si dirigono verso il golfo del Messico e il Texas. Dopo una serie di forti tempeste, i petrelli trovano riparo nell'entroterra a New York, in Ontario, Pennsylvania, Virginia Occidentale, Kentucky, Ohio e Florida occidentale. Alcuni uccelli vagano fino alla Spagna, più precisamente fino al golfo di Biscaglia e alle Azzorre.

### Alimentazione
La dieta di questo uccello marino è poco conosciuta, ma è probabile che consista per lo più di calamari e di pesci, nonché di meduse che vengono catturate in superficie o a debole profondità. Si presume che vada in cerca di cibo e prediliga le prede che vivono tra i sargassi. Un recente studio suggerisce, tuttavia, che queste specie potrebbero essere catturate accidentalmente. I petrelli capineri pescano in piccole bande di 5-20 individui, in compagnia di berte ed albatri in estate e di gabbiani nordici e gabbiani tridattili in inverno. Sembrano essere attirati dalle regioni in cui la risalita delle acque profonde dà vita a zone ricche di nutrienti.

### Riproduzione
La stagione della nidificazione si protrae generalmente per un periodo piuttosto lungo. I petrelli capineri si riproducono infatti da ottobre a giugno. Talvolta, giungono ai loro siti di nidificazione già a partire dalla fine di settembre. Le parate nuziali principali hanno luogo in ottobre-novembre e l'esodo che precede sempre la deposizione delle uova avviene a dicembre. Il periodo di incubazione è tra gennaio e febbraio e le uova si schiudono alla fine di febbraio o all'inizio di marzo. I giovani lasciano il luogo di nascita nel periodo che va da metà maggio alla fine di giugno. Nei siti di riproduzione questi petrelli conducono una vita notturna. Giungono ai nidi 40 minuti dopo il tramonto e il picco di maggiore attività si riscontra generalmente tra le 20:30 e le 22:00 per cessare completamente al mattino presto intorno alle 02:30. Questi uccelli si riuniscono in colonie sciolte; i nidi sono situati all'interno di gallerie nel terreno, in cavità scavate nei pendii rocciosi o in fessure poste su profonde falesie ricoperte di alberi. Il nido di solito contiene un unico uovo bianco che a volte viene deposto su un letto di rametti spinosi secchi o su foglie di felce. Alla nascita, i pulcini sono ricoperti di piumino color grigio cenere.

## Distribuzione e habitat
Il petrello capinero vive nel mar dei Caraibi e nell'oceano Atlantico occidentale. Nidifica a Hispaniola, nel sud-ovest e nel sud-est di Haiti e nel sud-ovest della Repubblica Dominicana, dal massif de la Hotto al massif de la Selle e, verso est, fino alla Sierra de Bahoruco. In passato, nidificava anche nella Martinica e si riproduceva con continuità alla Guadalupa, dove è attualmente scomparso.
Il petrello capinero è un uccello marino prevalentemente pelagico che si avvicina molto raramente alle colonie, tranne nei periodi dell'anno in cui nidifica. Ad Haiti si riproduce principalmente in zone montuose tra 1500 e 2000 m sul livello del mare. In Repubblica Dominicana, durante la stagione nuziale, si può spingere anche fino a 2300 metri, talvolta anche molto nell'entroterra. Occupa ripide falesie ricoperte da scarsa vegetazione e che spesso precipitano a picco per più di 500 metri.

## Conservazione
La Lista rossa IUCN classifica Pterodroma hasitata come specie in pericolo di estinzione (Endangered). La popolazione totale è stimata in circa un migliaio di coppie. Recentemente, BirdLife International ne ha stimato l'entità in 5000 individui maturi. La più alta densità si riscontra ad Haiti, sui massicci de Le Hotte e de la Selle, dove sono attirati dagli incendi sulla sommità delle falesie. Nella Repubblica Dominicana i petrelli sono più dispersi. Sono inoltre molto rari a Cuba e quasi estinti in Guadalupa. In Martinica, sono stati eradicati dai terremoti e dalle eruzioni vulcaniche. Tutte le colonie sono situate a grande distanza dagli insediamenti e dalle strutture umane. La presenza di cavi elettrici e di luci artificiali disorienta infatti questi uccelli, al punto che, con la vista abbagliata, perdono l'orientamento tanto da entrare in collisione con gli ostacoli di maggiori dimensioni. L'installazione di strutture per lo sfruttamento dei giacimenti petroliferi sulle coste della Carolina ha portato alla distruzione di numerosi siti.